# Elk Creek (Kalifornija)
Elk Creek je naseljeno područje za statističke svrhe u američkoj saveznoj državi Kalifornija. Prema popisu stanovništva iz 2010. u njemu je živjelo 163 stanovnika.